# Vila (Encamp)
Vila és un nucli de població del Principat d'Andorra situat a la parròquia d'Encamp. L'any 2009 tenia 1.184 habitants.